# Quỳnh Trang, thị xã Hoàng Mai
Quỳnh Trang là một xã thuộc thị xã Hoàng Mai, tỉnh Nghệ An, Việt Nam.
Xã có diện tích 24,89 km², dân số năm 1999 là 6.976 người, mật độ dân số đạt 280 người/km².